# Ki (Devin Townsend Project)
Ki è il primo album in studio del gruppo musicale canadese Devin Townsend Project, pubblicato il 25 maggio 2009 dalla Inside Out Music.

## Descrizione
Questo lavoro fa parte di un gruppo di 4 album: Ki, Addicted, Deconstruction e Ghost. Devin Townsend ha deciso di creare questa serie durante la fase post-scioglimento degli Strapping Young Lad, periodo in cui si distaccò dal mondo della musica per ritrovare la sua identità. Durante questa fase Townsend ha scritto più di 60 canzoni, a detta sua «raggruppabili in quattro stili diversi», da cui sono nati altrettanti lavori dalle identità diverse, ognuno dei quali rappresenta i vari aspetti musicali di Devin.
Ki, che in giapponese significa forza vitale, rappresenta la calma, la sobrietà, in questo caso includendo elementi più rock progressivo, con sempre una vena metal di sottofondo. Il nome è un omaggio all'album omonimo di Kitarō, di cui Townsend è molto fan.

## Tracce
Testi e musiche di Devin Townsend, eccetto dove indicato.
1. A Monday – 1:43
2. Coast – 4:36
3. Disruptr – 5:49
4. Gato – 5:23
5. Terminal – 6:58 (Devin Townsend, Dave Young)
6. Heaven's End – 8:54
7. Ain't Never Gonna Win – 3:17 (Devin Townsend, Dave Young, Duris Maxwell, Jean Savoie)
8. Winter – 4:48
9. Trainfire – 5:59
10. Lady Helen – 6:05
11. Ki – 7:21
12. Quiet Riot – 3:02
13. Demon League – 2:55

## Formazione
Gruppo
- Devin Townsend – voce, chitarra, basso fretless, ambience, programmazione
- Duris Maxwell – batteria, guidance
- Jean Savoie – basso
- Dave Young – tastiera, pianoforte, ambience

Altri musicisti
- Ché Dorval – voce femminile (tracce 4 e 6)[2]
- Ryan Dahle – first Us or Them
- We Aren't the World (Björn, Peter, Christopher, Grant, Corey, Jeremy, Ryan) – coro

Produzione
- Devin Townsend – produzione, missaggio, ingegneria del suono
- Adrian Mottrim – assistenza alla registrazione
- Mike St-Jean – assistenza alla pre-produzione
- Brennan Chambers – assistenza al missaggio
- Sheldon Zaharko – registrazione
- Ryan Dahle – produzione e missaggio (traccia 12)
- T-roy – mastering